# Nicolau Vergueiro

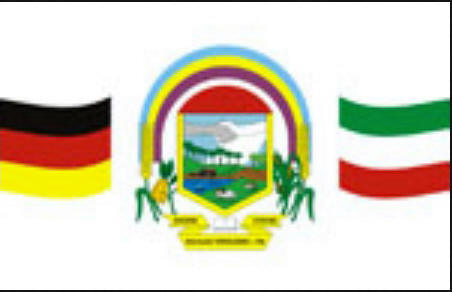
Bandera de Nicolau Vergueiro.

Nicolau Vergueiro es un municipio brasileño del estado de Rio Grande do Sul.
Se encuentra ubicado a una latitud de 28º32'09" Sur y una longitud de 52º27'51" Oeste, estando a una altitud de 567 metros sobre el nivel del mar. Su población estimada para el año 2004 era de 1.816 habitantes.
Ocupa una superficie de 157,15 km².
- Datos: Q956006
- Multimedia: Nicolau Vergueiro / Q956006